# Somalien (cheval)
Le Somalien (arabe : Somali) est un ensemble de races de chevaux originaires de Somalie. Sobres et rustiques, ces animaux, utilisés tant sous la selle qu'au bât, sont devenus rares. 

## Histoire
Il est aussi nommé « poney de Somalie », ou « poney somalien ». Son origine est méconnue, mais il est censé descendre de l'Arabe. Au cours du XXe siècle, il est croisé avec d'autres races. En 1988, le nombre d'animaux restants est estimé se situer entre 100 et 1 000.

## Description

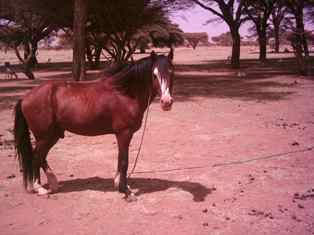
Cheval somalien de Sunaari.

Proche de l'Abyssinien, il toise en moyenne de 1,32 m à 1,37 m, d'après l'édition 2016 du dictionnaire de CAB International. Le guide Delachaux indique une taille moyenne de 1,40 m.
Ce groupe de poneys se divise en deux grands types : le Galbeed dans l'Ouest, plus grand, et le Bari dans l'Est, toisant de 1,32 m à 1,42 m, réputé mieux adapté au climat local sec, et plus apprécié,. Trois types de poneys somaliens sont autrement répertoriés : le Dor, le Mijertinian et le Nogali, également nommé Nuugal dans le Nord du pays. De nombreux poneys somaliens sont croisés avec l'Arabe. Leurs sabots sont très durs.
La robe est généralement grise ou alezane,,. Certains sujets sont décrits comme « beige ».
La race est réputée puissante, sobre et rustique,. Elle résiste à la trypanosomiase. En cas de sécheresse, les Somaliens donnent à leurs poneys un mélange d'eau et de lait de chamelle, habituellement un volume double de lait pour un volume d'eau.

## Utilisations
Ces chevaux sont employés pour des tâches très variées, incluant la selle, le bât, la traction, et des besoins militaires.
La race serait utilisée en croisements avec l'Arabe, afin de produire des chevaux de randonnée pour le tourisme en Tanzanie. 

## Diffusion de l'élevage
Le Somalien constitue une race locale d'Afrique. Il est devenu rare. Le niveau de menace pesant sur la race n'est pas renseigné dans la base de données DAD-IS. L'étude de Rupak Khadka de l'université d'Uppsala menée pour la FAO en 2010 considère le Somalien comme une race locale africaine en danger d'extinction. Un groupe de poneys somaliens sauvages est établi dans la région de Sanaag.